# Праздник огурца
Международный праздник огурца (День Огурца) — ежегодно проводимый в городе Суздаль праздник-фестиваль. Мероприятие проводится во вторую или третью субботу июля, в период сбора огурцов, на территории Музея деревянного зодчества. В программу мероприятия входят выступления народных ансамблей, мастер-классы и конкурсы. Из года в год фестиваль предлагает гостям разнообразную праздничную программу. Обязательный элемент фестиваля — парад огуречников. Со всей России в Суздаль приезжают агрономы, чтобы поделиться своими достижениями и опытом в этом непростом занятии.
На фестивале работают три ряда, предлагающие гостям собственную программу: «Засолочный», «Обжорный» и «Ремесленный». В «Обжорном» ряду во время праздника можно попробовать огурцы, приготовленные самыми разными и необычными способами. Например, здесь можно найти жареные огурцы, пироги с огурцами и даже огуречное варенье. В «Ремесленном» ряду предлагается поучаствовать в разнообразных мастер-классах по фигурной резке из огурца, а также приобрести памятные сувениры. В «Засолочном» ряду раскрывают секреты идеальных огурцов и изготовляют старинный оберег Акилы-огуречника. Голову оберега наполняют горчичными семенами, защищающими рассол от появления плесени. Не обходится фестиваль без песен и плясок, конкурсов и мастер-классов. Особую программу готовят и для маленьких гостей праздника. Завершает праздник запуск куклы-огурца в небо.

## История
Впервые Праздник огурца был проведен в 2001 году на базе Владимиро-Суздальского музея-заповедника. Место проведения праздника было выбрано не случайно: Суздаль считается огуречной столицей России. В советское время участок земли в хозяйстве кормил большинство населения. В те времена по достоинству оценили огурец — культуру, которая способна дать богатый урожай на малой площади при наличии правильного ухода и полива. Так огурец стал символом города. С развитием туризма в Суздале было принято решение обыграть это гастрономическое достояние.
Мероприятие проводится ежегодно с 2001 года. В 2015 году праздник посетило около 15000 человек.
Абсолютный рекорд посещаемости был поставлен в 2025 году: 19 июля фестиваль посетили более 35 тысяч человек при том, что стоимость входного билета для взрослого составила 1200 рублей без скидок и льгот, а билеты для пенсионеров и детей 7-14 лет стоили 600 рублей. В связи с большим потоком гостей произошёл сбой в билетной системе, и некоторое время на территорию фестиваля пропускали лишь тех, кто купил билеты онлайн. Позже возможность приобрести билет на месте была восстановлена.

## Награды
В 2015 году праздник завоевал 1-е место на Всероссийском конкурсе «Russian sausage awards» в Казани в номинации «Лучшее событие в области гастрономического туризма» и специальный приз на Всероссийской открытой ярмарке туризма «Russian Meat Delicacy Expo» в Ханты-Мансийске.